# غونتر جاغر
غونتر جاغر (بالألمانية: Günter Jäger)‏ (21 ديسمبر 1935 بألمانيا - ) هو لاعب كرة قدم ألماني في مركز الدفاع، شارك في الألعاب الأولمبية الصيفية 1956. وشارك مع منتخب ألمانيا لكرة القدم. أما مع النوادي، فقد لعب مع فورتونا دوسلدورف ونادي فوبرتال الرياضي.

## وصلات خارجية
- غونتر جاغر على موقع قاعدة بيانات كرة القدم.إي يو (الإنجليزية)
- غونتر جاغر على موقع بيانات كرة القدم. دي إي (الألمانية)
- غونتر جاغر على موقع ناشيونال فوتبول تيمز (الإنجليزية)
- غونتر جاغر على موقع عالم كرة القدم.نت (الإنجليزية)
- غونتر جاغر على موقع أوليمبيديا (الإنجليزية)